# Haliotis asinina
Haliotis asinina (em inglês ass's ear abalone, donkey's ear abalone ou green abalone) é uma espécie de molusco gastrópode marinho pertencente à família Haliotidae. Foi classificada por Linnaeus, em 1758. É nativa do leste do oceano Índico e oeste do Pacífico, na região tropical do Indo-Pacífico. É a espécie-tipo de seu gênero.

## Descrição da concha
Concha de 6 até 12 centímetros, mais alongada que a maioria das espécies de Haliotis, com superfície de coloração variável e relevo pouco aparente, geralmente em tons de verde ou verde-oliva a castanha, até mesmo avermelhada e, em muitos casos, com desenhos triangulares; dotada de 6 a 7 perfurações abertas em sua superfície. Lábio externo ligeiramente sinuoso em sua metade. Região interna da concha fortemente nacarada.

## Hábitos e distribuição geográfica
Vivem em bentos de recifes de coral a uma profundidade conhecida por zona nerítica, em águas rasas, ocorrendo desde o Mar de Andamão até a Melanésia e ilhas Fiji, passando pelas Filipinas, Nova Guiné e norte da Austrália, até o Vietnã, sul do Japão (Okinawa) e do litoral de Queensland.
Em vida, o excepcionalmente grande manto, de coloração verde, quase cobre a concha, de modo que esta espécie é quase desprovida dos incrustantes organismos marinhos em sua superfície, característicos em outros Haliotidae.

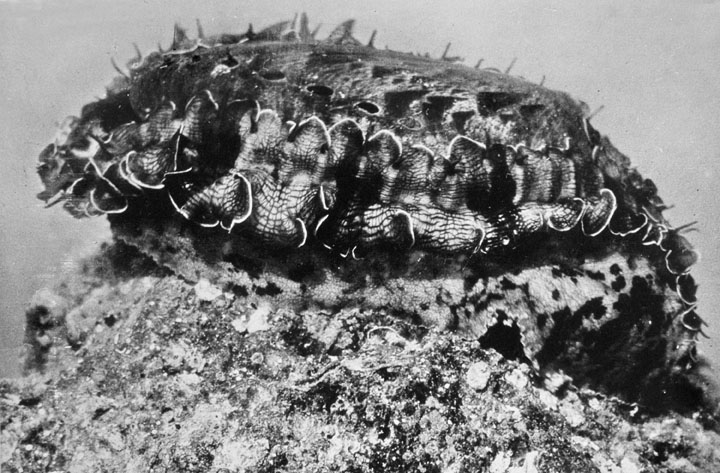
Fotografia de H. asinina (animal) em Queensland.

## Padrão de camuflagem juvenil
O juvenil de H. asinina apresenta uma coloração marrom uniforme, similar à das algas coralinas incrustantes em que a larva se fixou. Com cerca de 1 milímetro de tamanho, mais alterações no manto são refletidas em sua concha. Estruturalmente, uma série de relevos ("r" na fotografia em preto e branco) e vales pronunciados ("v" na fotografia em preto e branco) e uma linha de furos (tremata - "t" na fotografia abaixo e setas brancas na fotografia em preto e branco) aparecem. Além disso, nesta fase do desenvolvimento aparecem os primeiros indícios de nácar. O fundo uniforme, marrom, agora é interrompido por áreas em creme; ambas as regiões apresentando um padrão de pontuações que só ocorrem nos sulcos. Quando recobre uma área em marrom, tal padrão é azul; quando recobre uma área em creme, tal padrão é laranja. Este padrão de concha pode melhorar a capacidade do juvenil para camuflar-se no fundo heterogêneo de seu habitat.

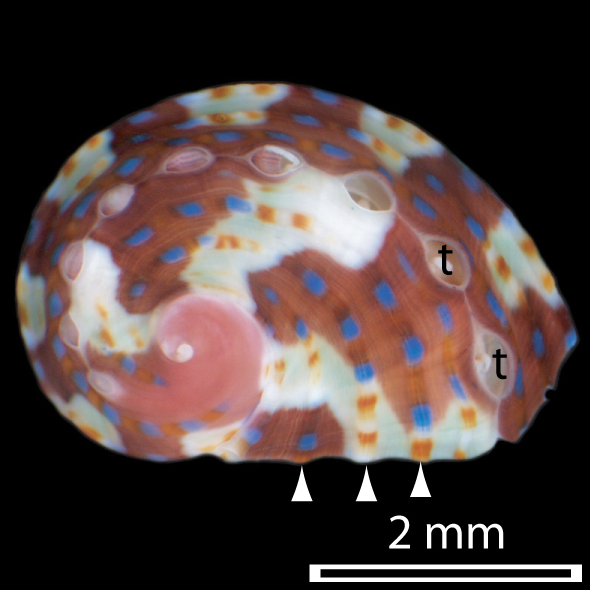
Camuflagem em espécime juvenil de H. asinina. Em "t" os furos (tremata).